# Kat Irlin
Kat Irlin (Sant Petersburg, 1981) és una fotògrafa i directora russa que viu entre Nova York i Londres. És coneguda a causa de la difusió del seu treball via xarxes socials, destacant Instagram, on compta amb més de 1,4 milions de seguidors actualment.
Un aspecte representatiu i distintiu de la seva obra és, com el seu usuari (@kat_in_nyc) indica, l'essència neoyorkina que inclou en cadascuna de les seves publicacions, fent la ciutat, element central del seu conjunt.

## Carrera
Kat Irlin va néixer a la ciutat de Sant Petersburg, Rússia, l'any 1981, on va passar la seva infància. Amb l'edat de 20 anys es va mudar a Nova York on va estudiar finances i va estar treballant com en diferents departaments de recursos humans en diverses empreses estatunidenques durant 10 anys.
L'artista va començar a interessar-se per la fotografia i va començar a documentar les seves imatges per xarxes socials, guanyant seguidors progressivament. A causa de l'èxit de la seva obra, Kat Irlin ha acabat treballant amb algunes de les marques més conegudes en el món, com són Cartier, Tiffany i LVMH.

## Vida privada
En l'actualitat, viu en el barri de Brooklyn amb les seves dues filles, les quals sol mostrar per xarxes socials i el seu pastor australià.

## Obra
Les seves fotografies són molt característiques per l'estil neoyorkino que reflecteixen. A més, es tracten, en la seva majoria, de retrats. També són molt comuns altres elements com la superposició d'imatges i la fusió d'ombres, creant una harmonia visual.
A conseqüència de la seva col·laboració amb marques reconegudes en la indústria de la moda, ha pogut treballar amb actors i models de Hollywood molt destacats, com són Cindy Crawford, Adrien Brody o Vanessa Hudgens.

## Conflicte en xarxes socials
Alguna cosa que caracteritza l'obra de Kat Irlin són els nus o seminús que apareixen repetides vegades en les seves fotografies. En utilitzar les xarxes socials, en les quals s'aplica una normativa de censura rigorosa en les publicacions, com a via de difusió principal del seu treball, s'ha vist enfrontada a alguns casos de supressió de fotografies o reconeixement.
El succés va ocórrer concretament en l'estiu de l'any 2018, quan la fotògrafa va ser censurada mitjançant l'eliminació de part del seu treball publicat en la plataforma d'Instagram, a més de l'eliminació de la categoria de verificació del seu perfil.
Es va tractar d'un esdeveniment merament temporal, no obstant això, per a una persona l'ofici de la qual depèn fonamentalment de la difusió en aquestes plataformes, pot arribar a tractar-se d'un atemptat contra la seva carrera professional.